# Bellebrune
Bellebrune és un municipi francès situat al departament del Pas de Calais i a la regió dels Alts de França. L'any 2007 tenia 332 habitants.

## Demografia

### Població
El 2007 la població de fet de Bellebrune era de 332 persones. Hi havia 117 famílies de les quals 12 eren unipersonals (8 homes vivint sols i 4 dones vivint soles), 43 parelles sense fills, 54 parelles amb fills i 8 famílies monoparentals amb fills.
La població ha evolucionat segons el següent gràfic:
Habitants censats

### Habitatges
El 2007 hi havia 119 habitatges, 112 eren l'habitatge principal de la família, 3 eren segones residències i 4 estaven desocupats. 117 eren cases i 1 era un apartament. Dels 112 habitatges principals, 98 estaven ocupats pels seus propietaris i 15 estaven llogats i ocupats pels llogaters; 1 tenia dues cambres, 10 en tenien tres, 23 en tenien quatre i 78 en tenien cinc o més. 97 habitatges disposaven pel capbaix d'una plaça de pàrquing. A 34 habitatges hi havia un automòbil i a 75 n'hi havia dos o més.

### Piràmide de població
La piràmide de població per edats i sexe el 2009 era:
| Homes | Edats   | Dones |
| ----- | ------- | ----- |
| 0     | 95 o +  | 0     |
| 0     | 90 a 94 | 4     |
| 0     | 85 a 89 | 4     |
| 0     | 80 a 84 | 0     |
| 0     | 75 a 79 | 4     |
| 0     | 70 a 74 | 0     |
| 0     | 65 a 69 | 0     |
| 4     | 60 a 64 | 0     |
| 12    | 55 a 59 | 12    |
| 8     | 50 a 54 | 12    |
| 8     | 45 a 49 | 4     |
| 4     | 40 a 44 | 8     |
| 4     | 35 a 39 | 8     |
| 24    | 30 a 34 | 16    |
| 4     | 25 a 29 | 8     |
| 12    | 20 a 24 | 4     |
| 8     | 15 a 19 | 4     |
| 4     | 10 a 14 | 4     |
| 4     | 5 a 9   | 20    |
| 8     | 0 a 4   | 12    |

## Economia
El 2007 la població en edat de treballar era de 215 persones, 168 eren actives i 47 eren inactives. De les 168 persones actives 160 estaven ocupades (90 homes i 70 dones) i 9 estaven aturades (2 homes i 7 dones). De les 47 persones inactives 15 estaven jubilades, 19 estaven estudiant i 13 estaven classificades com a «altres inactius».

### Ingressos
El 2009 a Bellebrune hi havia 114 unitats fiscals que integraven 352,5 persones, la mediana anual d'ingressos fiscals per persona era de 20.380 €.

### Activitats econòmiques
Dels 16 establiments que hi havia el 2007, 2 eren d'empreses extractives, 1 d'una empresa alimentària, 3 d'empreses de construcció, 1 d'una empresa de comerç i reparació d'automòbils, 2 d'empreses d'hostatgeria i restauració, 1 d'una empresa de serveis, 3 d'entitats de l'administració pública i 3 d'empreses classificades com a «altres activitats de serveis».
Dels 3 establiments de servei als particulars que hi havia el 2009, 1 era un taller de reparació d'automòbils i de material agrícola, 1 lampisteria i 1 empresa de construcció.
L'any 2000 a Bellebrune hi havia 9 explotacions agrícoles.

## Equipaments sanitaris i escolars
El 2009 hi havia una escola elemental integrada dins d'un grup escolar amb les comunes properes formant una escola dispersa.

## Poblacions més properes
El següent diagrama mostra les poblacions més properes.